# Helwig de Holstein
Helwig de Holstein, née vers 1257 à Itzehoe et morte entre 1324 et 1326, fut reine consort de Suède de 1276 à 1290, l'épouse du roi Magnus III.

## Biographie
Helvig est la fille du comte Gérard Ier de Holstein († 1290) et d'Élisabeth de Mecklembourg, fille du prince Jean Ier de Mecklembourg. Son père résidait à Itzehoe après le partage du patrimoine en Holstein.
Elle épouse Magnus III le 11 novembre 1276 à Kalmar. Son mari avait été couronné roi de Suède l'année précédente, après sa victoire sur son frère Valdemar. Néanmoins, les premiers temps de son règne ont été troublés et Helwig doit se réfugier dans un monastère en 1280 pendant une révolte des nobles contre son époux. Après l'adoption de l'ordonnance d'Alsnö, la situation se stabilise et elle est couronnée le 29 juillet 1281 à Söderköping. 
Helwig devient veuve en 1290 et se retira à son manoir près de Munktorp en Västmanland. Elle avait donné au roi trois fils, Birger Magnusson, Erik Magnusson et Valdemar Magnusson dont les rivalités seront à l'origine d'une guerre civile de longue durée. Elle avait survécu à tous les trois lorsqu'elle meurt en 1324 à l'âge de 70 ans.

## Famille
De son mariage avec Magnus III sont nés :
- Erik Magnusson (1277-1279) ;
- Ingeborg Magnusdotter (1277/1279-1319), épouse en juin 1296 le roi Éric VI de Danemark ;
- Birger Magnusson (1280-1321), roi de Suède ;
- Erik Magnusson (1282-1318), duc de Södermanland ;
- Valdemar Magnusson (v.1285-1318), duc de Finlande ;
- Rikissa Magnusdotter (sv) (1285/1287-1347/1348), supérieure du couvent de Clarisses de Stockholm en 1336.